# Călinești (gmina w okręgu Marmarosz)
Călinești – gmina w Rumunii, w okręgu Marmarosz. Obejmuje miejscowości Călinești, Cornești i Văleni. W 2011 roku liczyła 3178 mieszkańców.